# Dmitri Alíyev
Dmitri Serguéyevich Alíyev (también escrito Aliev; en ruso: Дмитрий Сергеевич Алиев; Ukhta, 1 de junio de 1999) es un patinador artístico sobre hielo ruso. Medallista de plata del Campeonato Europeo y medallista de bronce del Campeonato de Rusia de 2018. Medallista de plata del Campeonato del Mundo Júnior de 2017 y campeón de la Final del Grand Prix Júnior de 2016-2017. Ganador del Campeonato Júnior de Rusia en 2016 y 2017.

## Carrera
Nació en junio de 1999 en Ukhta, Rusia. Su padre es el director de un club de patinaje en su ciudad natal. Comenzó a patinar en el año 2005, en el año 2013 se mudó a San Petersburgo para entrenar con Evgeni Rukavicin.
Debutó en el Grand Prix Júnior de 2014-2015, donde ganó la medalla de bronce en los eventos de Eslovenia y Aichi. En nivel sénior debutó en el Golden Spin de Zagreb de 2014. Ganó la medalla de bronce del Campeonato Júnior de Rusia de 2015. En la temporada 2015-2016 Alíyev fue asignado al evento del Grand Prix Júnior en Letonia, donde ganó el oro. Se llevó el oro en la prueba de Austria y calificó a la final. Ganó la medalla de bronce en la Copa Internacional de Niza 2015 y plata en el Trofeo de Talin 2015. En la Final del Grand Prix Júnior de 2015-2016 obtuvo la medalla de plata y meses más tarde se hizo con el sexto lugar del Campeonato de Rusia de 2016. En 2017 ganó su segundo título nacional en nivel júnior. Además participó en el Campeonato del Mundo Júnior de 2017 donde obtuvo el primer lugar en el programa corto y tercero en el libre, para finalizar con el segundo lugar. En octubre de 2017 hizo su debut en la serie del Grand Prix, obtuvo el sexto lugar en la Copa Rostelecom de 2017 y octavo lugar en el Trofeo NHK de 2017. En el Campeonato de Rusia de 2018 ganó el tercer lugar y en el Campeonato Europeo de 2018 ganó la plata. Participó en los Juegos Olímpicos de invierno de 2018 donde finalizó en séptimo lugar, mismo que en el Campeonato del Mundo de 2018.

### Programas
|           | Programa corto                                                          | Programa libre                                     | Exhibición                                     |
| --------- | ----------------------------------------------------------------------- | -------------------------------------------------- | ---------------------------------------------- |
| 2019-2020 | Je Dors Sur Des Roses (de "Mozart L'Opera Rock) por Mikelangelo Loconte | The Sound of Silence por Disturbed                 | They Beat Us But We Are Flying de Nargiz       |
| 2017–2018 | Masquerade Waltz de Aram Khatchaturian (coreografía de Olga Glinka)     | Little Miss Sunshine de Mychael Danner y DeVotchKa | Pray for Parents de The Voice Russia           |
| 2016–2017 | Oblivion de Astor Piazzolla (coreografía de Olga Glinka)                | The Man in the Iron Mask de Nick Glennie-Smith     | The Man in the Iron Mask de Nick Glennie-Smith |
| 2015–2016 | Nothing the Same de Gary Moore (coreografía de Olga Glinka)             | Notre-Dame de Paris de Riccardo Cocciante          |                                                |
| 2014–2015 | Cowboy                                                                  | Escalier de Hugues Le Bars                         |                                                |

### Resultados detallados

#### Nivel sénior
- Las mejores marcas personales aparecen en negrita.

| Temporada 2018-2019         |                                   |                |                |          |
| Fecha                       | Evento                            | Programa corto | Programa libre | Total    |
| 19–23 de diciembre de 2018  | Campeonato de Rusia 2019          | 8 71.74        |                |          |
| 23–25 de noviembre de 2018  | Internationaux de France 2018     | 9 75.15        | 2 162.67       | 4 237.82 |
| 9–11 de noviembre de 2018   | Trofeo NHK 2018                   | 3 81.16        | 6 138.36       | 5 219.52 |
| 4–7 de octubre de 2018      | CS Trofeo de Finlandia 2018       | 3 79.36        | 6 145.59       | 5 224.95 |
| 12–16 de septiembre de 2018 | CS Trofeo de Lombardia 2018       | 3 86.57        | 2 163.98       | 2 250.55 |
| Temporada 2017–2018         |                                   |                |                |          |
| Fecha                       | Evento                            | Programa corto | Programa libre | Total    |
| 19–25 de marzo de 2018      | Campeonato del Mundo de 2018      | 13 82.15       | 6 170.15       | 7 252.30 |
| 14–25 de febrero de 2018    | Juegos Olímpicos de invierno 2018 | 5 98.98        | 13 168.53      | 7 267.51 |
| 15–21 de enero de 2018      | Campeonato Europeo de 2018        | 2 91.33        | 2 182.73       | 2 274.06 |
| 21–24 de diciembre de 2017  | Campeonato de Rusia de 2018       | 3 91.95        | 2 157.16       | 3 249.11 |
| 21–26 de noviembre de 2017  | Trofeo CS Tallin de 2017          | 2 80.88        | 1 154.22       | 1 235.10 |
| 10–12 de noviembre de 2017  | Trofeo NHK 2017                   | 7 77.51        | 9 145.94       | 8 223.45 |
| 20–22 de octubre de 2017    | Copa Rostelecom 2017              | 3 88.77        | 7 150.84       | 6 239.61 |

#### Nivel júnior
- Las mejores marcas personales aparecen en negrita.